# Danny Kladis
Danny Kladis,  ameriški dirkač, * 10. februar 1917, Crystal City, Missouri, ZDA, † 26. april 2009, Joliet, Illinois, ZDA.
Danny Kladis je ameriški dirkač, ki je v letih 1946 in 1954 sodeloval na ameriški dirki Indianapolis 500, ki je med letoma 1950 in 1960 štela tudi za prvenstvo Formule 1. Na dirki leta 1954 je dirkal skupaj s Spiderjem Webbom, skupaj pa sta zasedla trideseto mesto, ob tem se še šestkrat ni uspelo kvalificirati na dirko. Umrl je 26. aprila 2009 v starosti dvaindevetdesetih let, pred smrtjo je bil najstarejši dirkač, ki je nastopal na dirki Indianapolis 500. 